# Cuban素数

立方体の中に、個の半透明な玉を配置する様子。対角線に着目すると2つの連続する立方数の差が中心つき六角数であることが色覚的にわかる。

Cuban素数(英:Cuban prime)とは、素数の中で、連続する2つの整数の立方数の差で表すことのできる数のことのできる素数のことである。もしくは、差が2である2つの整数の立方数の差を2で割ったものが素数である数のことである。前者を第一形式という意味でCuban素数-1、後者を第二形式という意味でCuban素数-2ということがある。

## 第一形式
Cuban素数の第一形式を一般化すると以下のようになる。
{\displaystyle p={\frac {x^{3}-y^{3}}{x-y}},\ x=y+1,\ y>0,}
つまり、連続する整数の立方の差である。この式から得られるCuban素数は小さい順に、
7, 19, 37, 61, 127, 271, 331, 397, 547, 631, 919, 1657, 1801, 1951, 2269, 2437, 2791, 3169, 3571, 4219, 4447, 5167, 5419, 6211, 7057, 7351, 8269, 9241, 10267, 11719, 12097, 13267, 13669, 16651, 19441, 19927, 22447, 23497, 24571, 25117, 26227( オンライン整数列大辞典の数列 A002407)
となる。
第一形式のCuban素数の公式は、{\displaystyle 3y^{2}+3y+1}と簡略化できる。これは中心つき六角数の一般型と同じである。つまり、Cuban素数の第一形式は中心つき六角数である。
2023年現在で知られている最大の、Cuban素数の第一形式は3,153,105桁の{\displaystyle y=3^{3304301}-1}である。

## 第二形式
Cuban素数の第二形式の一般型は
{\displaystyle p={\frac {x^{3}-y^{3}}{x-y}},\ x=y+2,\ y>0.}
である。
第一形式と同じように、第二形式は{\displaystyle 3y^{2}+6y+4}と簡略化できる。また、{\displaystyle y=n-1}と置いたことにより{\displaystyle 3n^{2}+1,\ n>1}と表すこともできる。
Cuban素数の第二形式は小さい順に、
13, 109, 193, 433, 769, 1201, 1453, 2029, 3469, 3889, 4801, 10093, 12289, 13873, 18253, 20173, 21169, 22189, 28813, 37633, 43201, 47629, 60493, 63949, 65713, 69313  (オンライン整数列大辞典の数列 A002648)
である、
Cuban素数という名前は、立方(3乗)の英語表記"cubes"に由来する。